# مركز التطوع
مركز المتطوعين توجد مراكز التطوع أو المراكز التطوعية  في الأساس  لتعزيز وتطوير العمل التطوعي في المجتمع ككل. 
وتقوم بصفة عامة بأربعة أمور: 
1. تشجيع العمل التطوعي
2. وبناء القدرات من أجل العمل التطوعي المحلي الفعال.
3. وتوفير القيادة في القضايا المتعلقة بالعمل التطوعي.
4. وربط الناس بفرص الخدمة.

تعرف «مراكز المتطوعين» في المملكة المتحدة أحيانا باسم «مكاتب المتطوعين» أو «وكالات التنمية التطوعية». العمل من أجل النموذج الوطني، فهم يقدمون الدعم على المستوى المحلي للمتطوعين الأفراد والمنظمات التي يشارك فيها المتطوعون. لديهم ستة مهام  أساسية  والتي تسعى مشتركة  إلى تعزيز وتطوير العمل التطوعي في المجتمعات المحلية وربط المتطوعين المحتملين بالمنظمات التي تشارك فيها المتطوعين.